# Stan Golestan
Stan Golestan (Vaslui, 7 giugno 1875 – Parigi, 21 aprile 1956) è stato un compositore rumeno.

## Biografia
Nato in Romania, si stabilisce ulteriormente in Francia dove studia composizione con Vincent d'Indy, Albert Roussel e Paul Dukas dal 1897 al 1903. 
Nel 1905, fonda a Parigi la rivista L'Album Musical. Diventa critico musicale per la rivista Figaro, lavorando contemporaneamente come professor di composizione alla "Scuola di Musica di Parigi" - L'Ecole Normale de Musique. 
La sua musica si ispira maggiormente al folclore rumeno.

## Opere
Per orchestra:
- 1902 - Alla Dâmbovita ("La Dâmbovita");
- 1902 - Il liutaro ed il cobzaro - balli rumeni ("Lǎutarul și Cobzarul - dansuri românești");
- 1910 - Sinfonia in Sol, in stile rumeno ("Simfonia în Sol Minor, în stil romanesc");
- 1912 - Rapsodia Rumena (Rapsodia Românǎ);
- 1920 - Rapsodia per violino ed orchestra (Rapsodia Concertantǎ pentru vioarǎ și orchestrǎ);
- 1933 - Concerto Rumeno per violino ed orchestra (Concert Românesc pentru vioarǎ și orchestrǎ);
- 1936 - Concerto Moldavo per violoncello ed orchestra (Concert Moldav pentru violoncel și orchestrǎ);
- 1937 - Sui sentieri dei Carpazi, concerto per piano (Pe potecile Carpaților, Concert pentru Pian);
- 1950 - Il liutaro per violino ed orchestra (Lǎutarul, pentru vioarǎ și orchestrǎ);

Musica di camera e pianoforte:
- 1908 - Sonata per violino e pianoforte ("Sonatǎ pentru vioarǎ și pian");
- 1909 - Piccola serenata per un grande strumento ("Serenadǎ micǎ pentru instrument mare");
- 1922 - Poemi e paesaggi per pianoforte ("Poeme și peisaje pentru pian");
- 1927 - Quartetto di corde n° 1 ("Cvartetul de coarde n° 1, scris pentru cvartetul LOEWENGUTH");
- 1932 - Arioso et Allegro de concerto per viola e piano od orchestra ("Arioso et Allegro de concert pentru violǎ și pian sau orchestrǎ");
- 1932 - Sonatina per flauto e pianoforte ("Sonatinǎ pentru flaut și pian");
- 1932 - Balata rumena per arpa ("Baladǎ româneascǎ pentru harpǎ");
- 1933 - Tema, variazioni e balli per pianoforte ("Temǎ, variațiuni și dansuri pentru pian");
- 1934 -  Quartetto di corde n° 2 ("Cvartet de coarde n° 2, scris pentru cvartetul LOEWENGUTH");

Musica corale:
- 1907 - Calme lunaire per voce, flauto e pianoforte ("Somnoroase pǎsǎrele pentru voce, flaut și pian");
- 1908 - Sanglots per voce e pianoforte ("Sanglots pentru voce și pian");
- 1910 - Poème bleu per voce e pianoforte od orchestra ("Poème bleu pentru voce și pian sau orchestrǎ");
- 1921 - Canto per voce e pianoforte ("Horǎ pentru voce și pian");
- 1922 - Balate e canti, canti folcloristici ("Doine și cântece, Cântece folclorice");